# Base aérienne de Tchernihiv
Pour les articles homonymes, voir UKRC.
La base aérienne de Tchernihiv  (ukrainien : Чернігів (авіабаза) ) est une base située près de la ville de Tchernihiv, dans l'oblast de Tchernihiv, en Ukraine.

## Histoire
Elle fut une école de pilotage du (701 UAP) 701e régiment d'Aviation volant sur Aero L-39 Albatros jusqu'en 1992.
Elle fut ouverte, comme école, en 1940 puis renommé école militaire de pilote Zernograd en 1941.

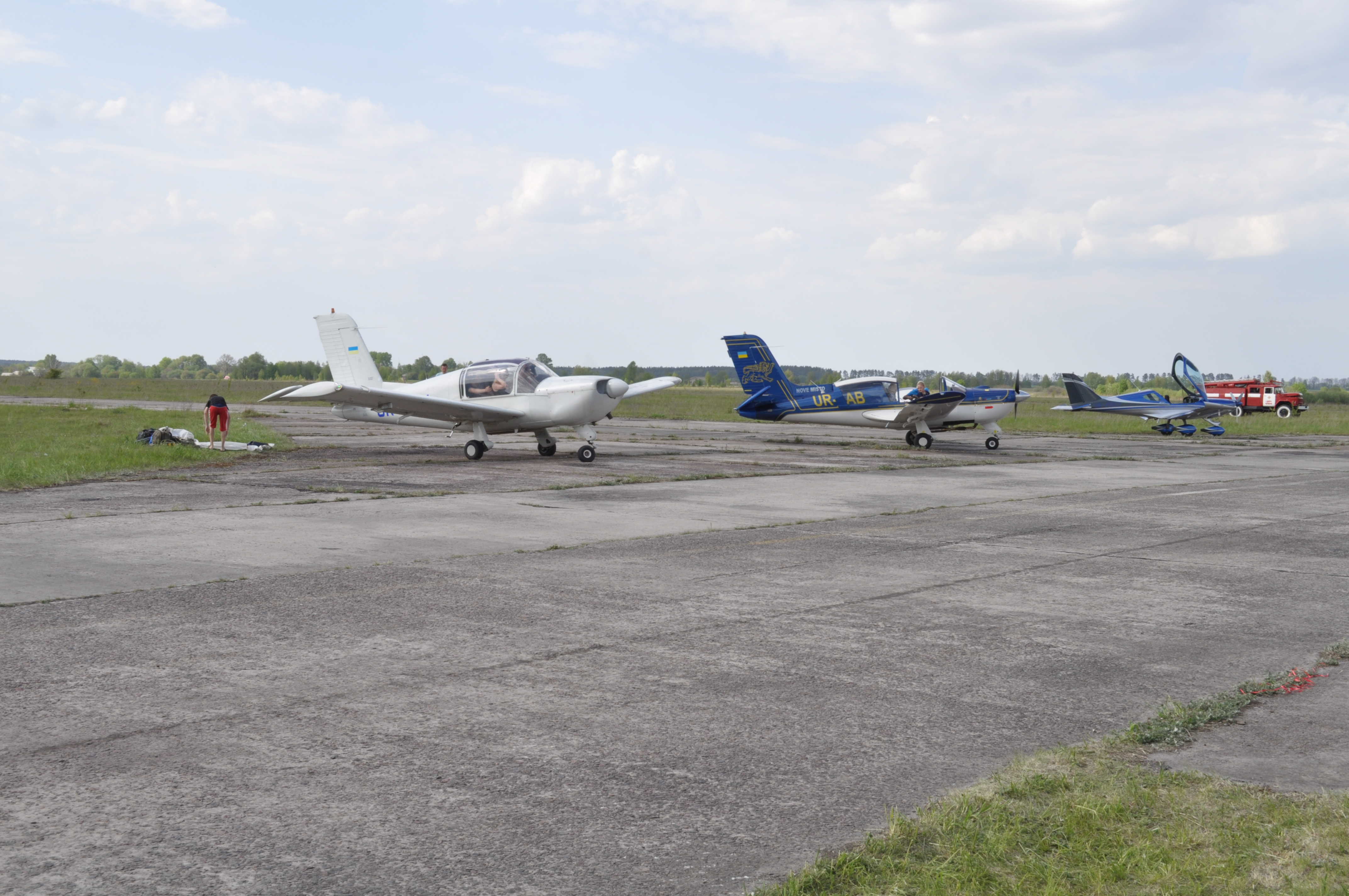
Aviafest
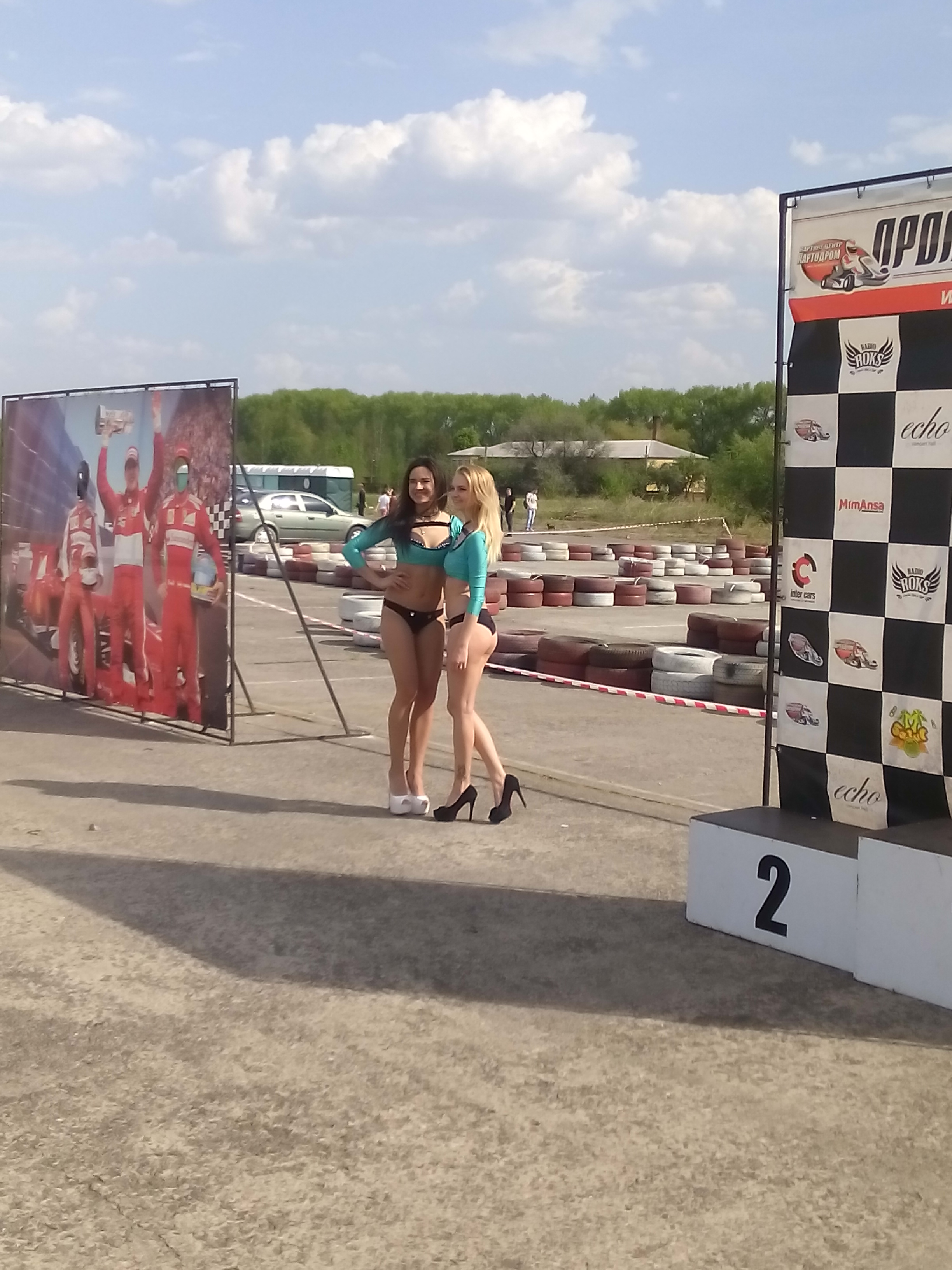
en 2017.